# 布列塔尼-卢瓦尔河地区高速铁路
布列塔尼-卢瓦尔河地区高速铁路（法語：LGV Bretagne-Pays de la Loire）是一條連接法國勒芒和雷恩的高速鐵路線，在2017年7月2日啟用，設有TGV列車服務，由SNCF營運，在法国铁路系统中编号为408000。
總建設費用為34億歐元，而牽涉各方在2008年7月29日達成出資協議。法國政府將提供9億9000萬歐元，與地方政府相同。其餘10億2000萬歐元來自RFF。

## 歷史
工程在2012年秋天開工，主体工程已于2016年末完工。
路線在2017年7月2日開放啟用。

## 走線
路線是大西洋高速铁路西支線的延線。在勒芒以北交匯後，路線繼續朝向西南，並與勒芒－昂熱鐵路交匯。該連接線長32公里，可以少量提升前往南特的速度。路線之後往北，在接近雷恩匯入傳統鐵路。整條走線全長182公里，另有多条联络线与既有铁路连接。

## 外部連結
- LGV網站